# Panfu

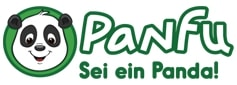
Logo gry.

Panfu – komputerowa gra online dostępna przez interfejs WWW.
Docelową grupą graczy były dzieci w wieku od 6 do 14 lat. Po rejestracji gracz miał możliwość stworzenia awatara w postaci pandy. Gra udostępniała możliwość czatowania oraz uczestnictwa w minigrach. Cechowała się walorami edukacyjnymi, gracz zdobywał wiedzę i brał udział w rozwiązywaniu zadań w różnych częściach wyspy Panfu.
Strona internetowa gry jest nieaktywna od listopada 2016 roku.

## Historia
Obaj założyciele firmy Young Internet, Kay Kühne oraz Moritz Hohl, uruchomili Panfu 10 grudnia 2007 roku. Tytuł gry powstał z połączenia słów „panda” oraz chińskiego słowa oznaczającego szczęście – „fu”. W czerwcu 2009 w grze zarejestrowanych było 10 milionów użytkowników, stając się w ten sposób największym wirtualnym światem dla dzieci w Europie.

## Bezpieczeństwo na Panfu
Gra zawierała zabezpieczenia przed różnymi rodzajami ataków i zachowań w trakcie rozgrywki. Filtr słowny chronił przed werbalnymi atakami oraz upominał użytkowników, a jeżeli łamane były jakiekolwiek inne reguły serwisu, użytkownicy byli blokowani. Ponadto czat był przez cały czas monitorowany przez międzynarodowych moderatorów, którzy sprawdzali każde słowo i w przypadku dużych wykroczeń mogli na stałe usunąć użytkownika z gry. Istniał również czat o wysokim poziomie bezpieczeństwa, w którym dzieci mogły wybrać jedynie przygotowane już wypowiedzi.